# Condominio (diritto internazionale)
L'istituto del condominio, nel diritto internazionale, si realizza qualora due o più Stati concorrano a esercitare la propria sovranità su un medesimo territorio, la cui amministrazione è dunque generalmente disciplinata da convenzioni tra gli Stati condomini.

## Natura giuridica
Solitamente ogni condomino ha autonomia nella tutela del dominio comune contro le usurpazioni di terze parti e ha diritto d'impedire ogni eventuale ingerenza da parte di queste ultime mentre, con l'eccezione della rinuncia del proprio diritto, non può effettuare alcun atto diretto amministrativo sul territorio se non per volontà concorrente degli altri condomini.

## Storia
Dal punto di vista storico il condominio (o co-imperium) è indice di entità sovrane che non sono in grado o non vogliono concedere a una sola di esse una sovranità esclusiva su una porzione di territorio contesa per ragioni dinastiche, strategiche o economiche. Questo istituto giuridico ha quindi spesso mostrato un carattere transitorio: all'inizio del XXI secolo fra i pochi casi di condominio in vigore da più tempo nel mondo si può citare il caso franco-spagnolo dell'Isola dei Fagiani.
Nella storia del diritto internazionale si ricordano invece numerosi esempi di condominio internazionale, soprattutto durante l'Ancien Régime.
Vi sono anche casi di condominio provvisorio su Stati che hanno subito la debellatio, come nel caso della Germania, ripartita dal 1945 al 1949 in zone di occupazione statunitense, britannica, francese e sovietica.

### Medioevo
Per l'Italia tra le forme di condominio feudale si ricordano il marchesato di Mulazzo, amministrato da due linee familiari dei Malaspina fino al 1774, il marchesato di Villafranca governato da due linee familiari malaspiniane con sede nel castello di Malnido, il marchesato del Monte S. Maria Tiberina per le due linee familiari dei Bourbon del Monte, la contea di Vernio per le tre linee familiari dei Bardi.
Negli Stati feudali tedeschi del Sacro Romano Impero era molto diffuso il governo in forma condominiale. Una particolare forma di condominio di origini feudali è l'istituto giuridico ereditario tedesco della Ganerbschaft in cui due o più famiglie possono essere comproprietarie di un feudo sovrano, un castello o una proprietà fondiaria con l'obbligo dell'indivisibilità ereditaria pro-indiviso. La pacifica coesistenza di più famiglie in una proprietà indivisa fu dettata da esigenze economiche e difensive. 
Si ricordano quelle più note nel Palatinato di Bechtolsheim, Hillesheim, Falkenstein, Mommenheim, Nieder Saulheim, Partenheim, Reipoltskirchen, Roes, Schoernsheim. Tra le altre: Burg Altenstein, Alten Limpurg, Bechtolsheim, Belsenberg, Buchenau, Buckerser Tal, Dirmstein, Dorheim, Burg Elz, Friedberg, Gehlnhausen, Hassfürth, Kronberg, Künzelsau, Lengsfeld, Burg Leonrod, Burg Liebenstein am Rhein, Lindheim, Mansbach, Saffenburg, Staden, Salzburg, Steinbach, Wehrda, Burg Windeck bei Bühl, ecc.
Tra i principali feudi sovrani pre-napoleonici governati in condominio si ricordano:
- contea di Limpurg Speckfeld;
- contea di Limpurg Gaildorf;
- contea di Schaumburg;
- contea di Hanau Münzeberg;
- contea di Hanau Lichteberg;
- contea di Sponheim;
- contea di Königstein;
- contea di Nieder Isenburg;
- contea di Reuss Greiz fino al 1763;
- contea di Criechingen;(Creange): tra i conti Cirksena di Rietberg, i conti von Wied-Runkel, i principi von Solms-Braunfels;
- contee di Leiningen Westerburg;
- contea di Rheineck;
- contea di Rieneck;
- contea di Wolfstein dal 1740;
- contea di Schleiden;
- contea di Ollbrück;
- contea di Gleichen: (Drei Gleichen) governata dai conti von Hohenlohe-Langenburg (alta contea), dai principi von Schwarzburg-Arnstadt, i principi von Hatzfeld-Trachenberg, i conti von Hatzfeld-Wildenburg, i conti von Hatzfeld-Werther (bassa contea e fortezza di Gleichen), dai duchi di Sassonia-Gotha-Altenburg (signorie di Tonna e di Wachsenburg, dai conti von Hohenlohe-Waldenburg-Oehringen, dai conti von Hatzfeld-Gleichen, dai duchi di Sassonia-Gotha-Altenburg e di Sassonia-Meiningen (signoria di Kranichfeld;
- signoria di Niederbronn;
- signoria di Münzenfelden;
- contea di Bonndorf nella Foresta Nera tra i cavalieri dell'Ordine teutonico e gli abati di St. Blasien;
- signorie dei conti franconi von Castell;
- signoria equestre di Achstetten tra i conti von Oettingen-Spielberg, gli abati di Ochsenhausen e quelli di Gutenzell;
- signorie dei baroni von Dalberg;
- Dachstuhl signoria dei conti von Oettingen e von Sickingen;
- contea nel Taunus di Eppstein agli elettori di Magonza e ai langravi d'Assia-Darmstadt;
- contee di Katzenelnbogen, di Saarwerden.

### XIX e XX secolo
- i ducati dello Schleswig, Holstein e Lauenburg, amministrati dal 1864 al 1866 da Austria e Prussia;
- l'arcipelago delle Nuove Ebridi dal 16 marzo 1887 al 1980 in amministrazione congiunta di Regno Unito e Francia; unico vero caso di condominio internazionale di rilievo in tempi moderni,
- l'isola di Sakhalin tra Russia e Giappone dal 1875 al 1945;
- il territorio neutrale di Moresnet dal 1815 al 1919 dal Belgio e dalla Prussia;
- il Sudan Anglo-Egiziano dal 19 gennaio 1899 al 1º gennaio 1956 benché il controllo fosse di fatto totalmente britannico,
- il condominio delle Isole Canton ed Enderbury dal 1939 al 1979 sotto il controllo amministrativo anglo-statunitense.

## Attuali condomini internazionali

### Territori fluviali o marittimi

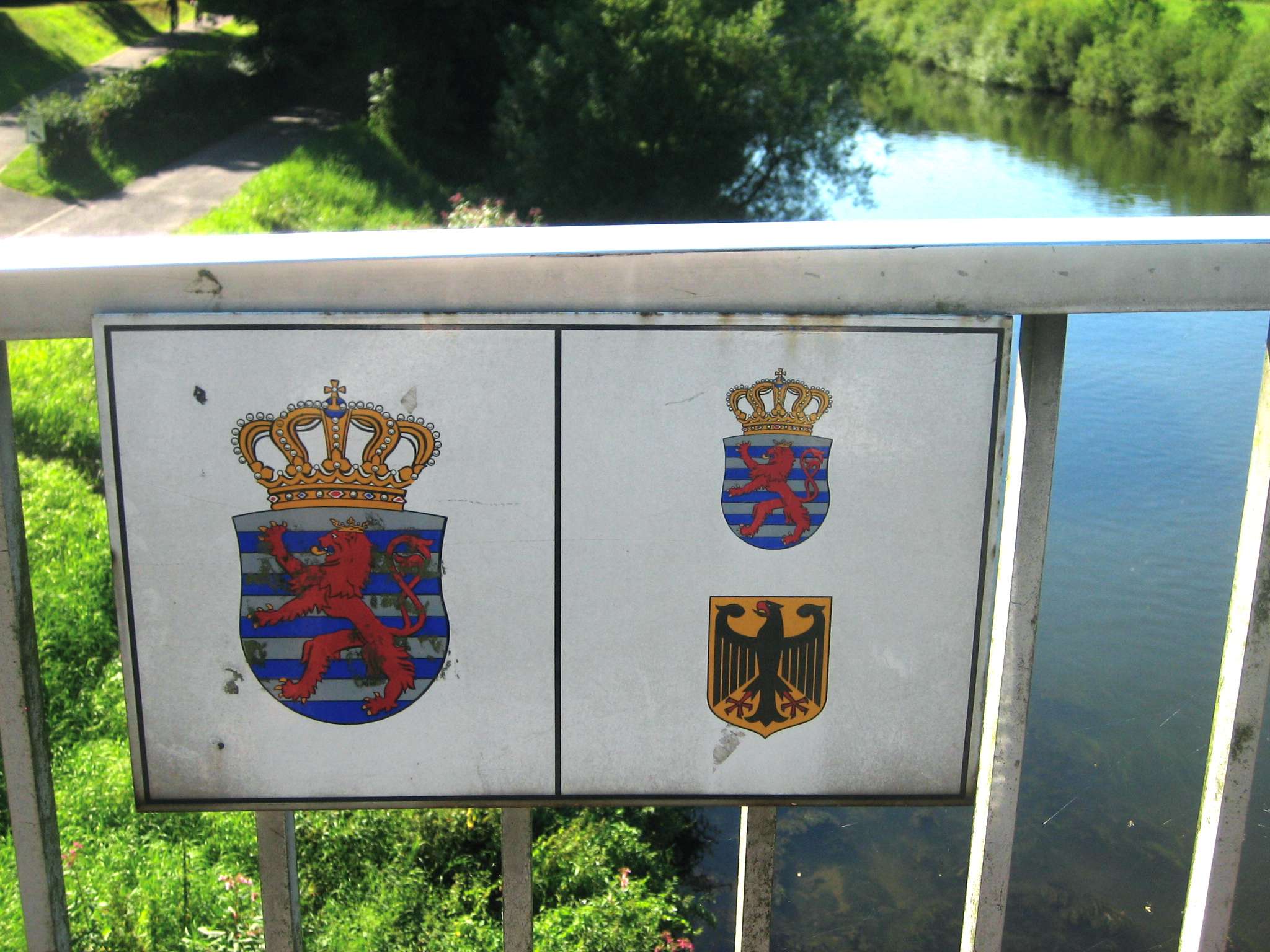
Cartello che indica il condominio lussemburghese-tedesco del fiume Sûre

Il fiume Mosella e i suoi affluenti Sûre e Our, costituiscono un condominio tra Lussemburgo e Germania e comprende anche i ponti, le circa 15 isole fluviali di varie dimensioni, e la punta dell'isola Staustufe Apach, vicino a Schengen (il resto dell'isola si trova in Francia). Il condominio fu stabilito dal Congresso di Vienna nel 1815.
El Salvador, Honduras e Nicaragua esercitano un tridominium su parti del golfo di Fonseca e del mare territoriale al di fuori della sua bocca.
L'Austria e la Germania ritengono, insieme alla Svizzera, di detenere un condominio tripartito (anche se per motivi diversi) sulla parte principale del lago di Costanza (senza le sue isole). D'altra parte, la Svizzera ritiene che il confine attraversi il centro del lago. Peraltro, nessun trattato internazionale stabilisce dove si trovino i confini della Svizzera, della Germania e dell'Austria sul lago di Costanza o intorno a esso.
La parte del fiume Paraná tra il Salto Grande de Sete Quedas e la foce del fiume Iguazú è condivisa in condominio dal Brasile e dal Paraguay.
La Giamaica e la Colombia condividono di comune accordo un condominio marittimo (chiamato Joint Regime Area) come alternativa alla delimitazione del loro confine marittimo. La parte esterna della zona economica esclusiva di ciascun paese si sovrapporrebbe in questa zona. A differenza di altre "zone di sviluppo congiunto", questo condominio non sembra essere stato concepito semplicemente come un modo per dividere il petrolio, la pesca o altre risorse.

### Territori terrestri

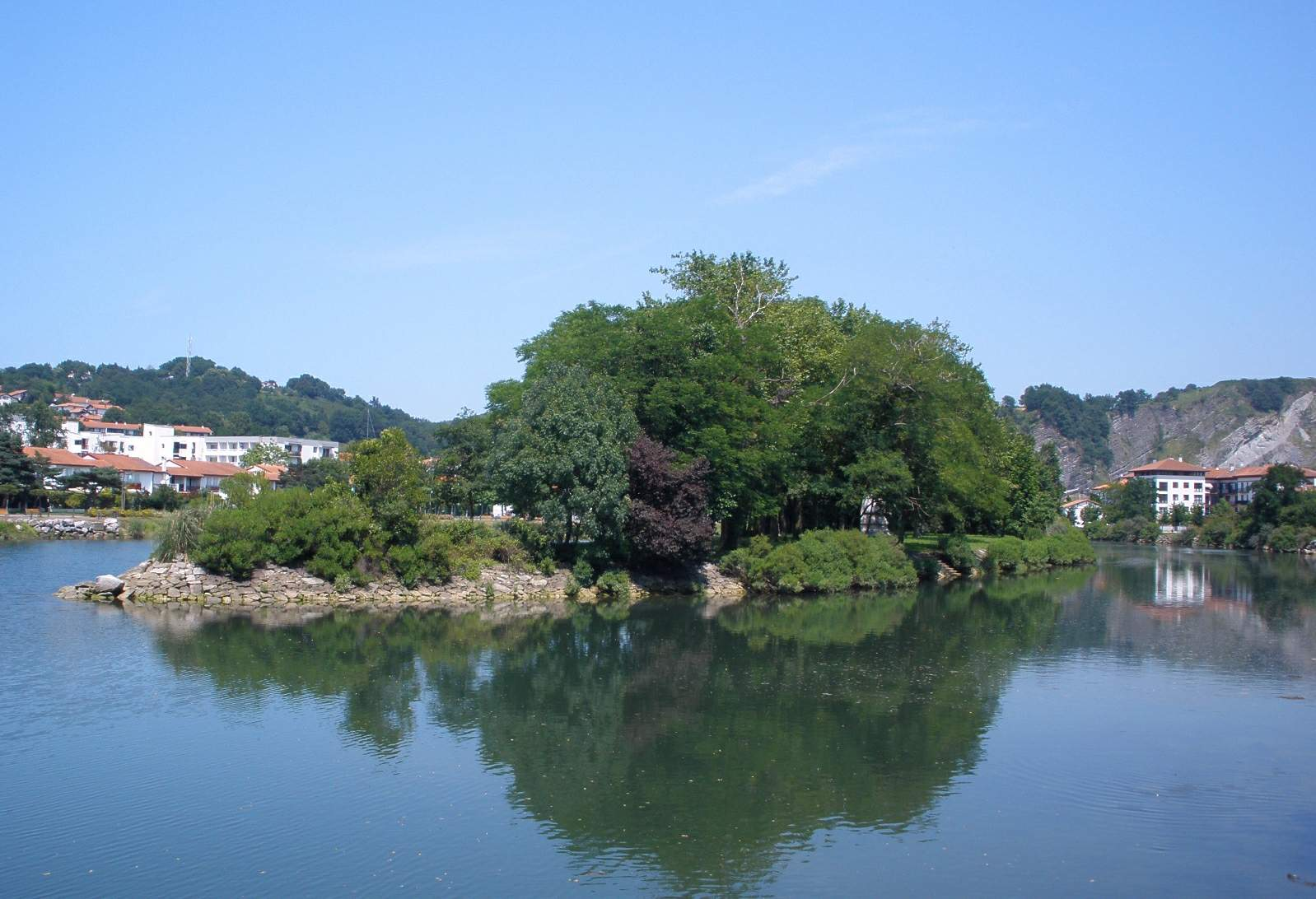
L'Isola dei Fagiani è governata da Francia e Spagna per semestri alterni

L'Isola dei Fagiani (nota anche come Konpantzia in lingua basca, Île de la Conférence in francese o Isla de los Faisanes in spagnolo) nel fiume Bidasoa è un condominio tra Francia e Spagna, istituito dal trattato dei Pirenei nel 1659. È formalmente controllata dalla Spagna tra il 1º febbraio e il 31 luglio di ogni anno e dalla Francia per i sei mesi successivi. L'isola non ha una popolazione permanente ed è stata erosa in modo significativo dal fiume.
Le isole del fiume Congo tra la Repubblica del Congo e la Repubblica Democratica del Congo, con l'eccezione dell'isola di M'Bamou nella palude di Malebo.
La sovranità dell'Isola Hans è stata oggetto di disputa tra il Canada e la Danimarca dal 1973 al 2022 (guerra del whisky). In attesa di una risoluzione internazionale, l'isola è stata de facto amministrata da entrambi i paesi: i militari delle due nazioni, che periodicamente visitavano l'isola disabitata, sostituivano la bandiera dell'altro paese con la propria, lasciando in omaggio ai colleghi una bottiglia di grappa danese o whisky canadese. La disputa è giunta al termine il 14 giugno 2022, in seguito a un accordo di divisione territoriale dell'isolotto fra le due nazioni.
Diversi territori degli Emirati Arabi Uniti sono amministrati congiuntamente da entità non sovrane; peraltro l'enclave di Hadf è un condomino controllato dall'Emirato di Ajman e dal Sultanato dell'Oman. In Bosnia-Erzegovina, il distretto di Brčko forma un condominio regionale tra la Federazione di Bosnia-Erzegovina e la Repubblica Serba di Bosnia ed Erzegovina.
L'Antartide è un condominio continentale de facto, governato dalle parti del trattato Antartico che hanno uno status consultivo.

### Altri condomini stabiliti da trattati internazionali
La Stazione spaziale internazionale è un condominio spaziale de facto, attraverso un programma di complessi accordi giuridici, politici e finanziari tra tutte le parti.

## Co-principato
Secondo la legge francese, il principato di Andorra era un tempo considerato un condominio franco-spagnolo, anche se è più correttamente classificato come co-principato, essendo esso stesso ufficialmente uno Stato sovrano e indipendente, non un possesso di una o più potenze straniere. Tuttavia, la carica di Capo dello Stato è condivisa ex officio da due cittadini stranieri: il Presidente della Francia e il Vescovo di Urgell in Catalogna. Il principato di Andorra poteva essere considerato un condominio fino al 1993. Formalmente privo di una costituzione e legato alla natura feudale proseguita senza soluzione di continuità dal Medioevo, Andorra poteva essere considerato un condominio signorile di due coprincipi che esercitavano su di esso il proprio dominio. La costituzione del 1993 ha mutato radicalmente la situazione recidendo ogni residuo legame con gli istituti feudali del passato. Andorra viene definita come Stato di diritto, democratico e sociale (art. 1) e la sovranità risiede nel popolo (art. 3). I due coprincipi hanno la fonte della loro legittimità nella costituzione e a essa devono giurare fedeltà. La situazione attuale prevede l'esercizio congiunto dell'ufficio di capo dello Stato, ma non più un dominio esterno sui iuris dei due coprincipi.